# Oldřich Němec (politik)
Oldřich Němec (* 1. ledna 1956 Jičín) je český politik, v letech 2002 až 2006 poslanec Poslanecké sněmovny ČR za ČSSD, v letech 2002 až 2017 zastupitel města Chrastava a v letech 2018 až 2022 zastupitel města Ralsko.

## Biografie
Pracoval v uranovém průmyslu, po sametové revoluci ve státní správě. Po roce 1989 vystudoval Právnickou fakultu v Brně. Do roku 1990 byl členem KSČ, od poloviny 90. let do roku 2006 členem ČSSD. Podle údajů z roku 2002 byl ženatý, měl tři dcery.
Ve volbách v roce 2002 byl zvolen do poslanecké sněmovny za ČSSD (volební obvod Liberecký kraj). Byl členem sněmovního zemědělského výboru (v letech 2005–2006 i jeho místopředsedou), výboru pro evropskou integraci (později oficiálně výboru pro evropské záležitosti) a v letech 2002–2004 i výboru mandátového a imunitního. Ve sněmovně setrval do voleb v roce 2006.
Později se se svou stranou rozešel. V roce 2006 kritizoval stranického kolegu Michala Krause v době vrcholící kakaové aféry, kdy Krausovo vysvětlování označil za pohádky. V senátních volbách roku 2008 byl bezpartijním kandidátem Strany důstojného života za senátní obvod č. 36 – Česká Lípa. V 1. kole získal 3,96 % hlasů a nepostoupil do 2. kola. Později se stal členem Strany Práv Občanů ZEMANOVCI, ze které však záhy odešel pro spory s krajským vedením.
V komunálních volbách roku 1994, komunálních volbách roku 1998, komunálních volbách roku 2002, komunálních volbách roku 2006 a komunálních volbách roku 2010 byl zvolen do zastupitelstva města Chrastava, v letech 1994, 1998, 2002 a 2006 za ČSSD, v roce 2010 coby člen Strany Práv Občanů ZEMANOVCI (na kandidátce Pro změnu v Chrastavě). Profesně se k roku 1998 uvádí jako vedoucí kanceláře starosty, v roce 2002 coby poslanec, roku 2006 jako ředitel odboru MPSV ČR a v roce 2010 coby státní zaměstnanec. Uspěl i v komunálních volbách roku 2014 jako bezpartijní na kandidátce ČSSD. V letech 1994 a 1998 se ale následně mandátu vzdal z důvodu neslučitelnosti, neboť v té době byl vedoucím kanceláře starosty na MěÚ v Chrastavě.
Ke konci roku 2017 rezignoval po 15 letech na mandát zastupitele města Chrastava z důvodu změny trvalého pobytu mimo Chrastavu. V komunálních volbách v roce 2018 byl zvolen zastupitelem města Ralsko, a to jako člen ČSSD. Ve volbách v roce 2022 mandát zastupitele města za ČSSD obhajoval, ale neuspěl.
Ve volném čase působí v hudebním souboru Řehečské kvarteto. V mládí se věnoval ochotnickému divadlu.